# Tmesisternus oblongus
Tmesisternus oblongus là một loài bọ cánh cứng trong họ Cerambycidae.